# マルサリーアの戦い
マルサリーアの戦い（マルサリーアのたたかい、英語: Battle of Marsaglia）は大同盟戦争中の1693年10月4日、サヴォイア公国のマルサリーアで行われた戦闘。ニコラ・カティナ元帥率いるフランス軍がヴィットーリオ・アメデーオ2世率いるアウクスブルク同盟軍に勝利した。
カティナはフェネストレッレとスーザから進軍、ヴィットーリオ・アメデーオ2世が包囲していた、テッセ伯爵の守るピネローロの救援に向かった。ヴィットーリオ・アメデーオ2世はマルサリーア村の北、オルバッサーノ近くに陣地を敷いた。
10月4日、ヴィットーリオ・アメデーオ2世は全軍を率いて正面から決戦に挑んだが、フランス軍の練度が遥かに上であり、カティナが軍の配置に細かいところまで気を配ったため、ネールウィンデンの戦いと比べられるほどのフランス軍の大勝に終わった。フランス軍の損害が1,800人だったのに対し、同盟軍は1万人ほどを失った。
マルサリーアの戦いは歩兵で構成された長い戦列による銃剣突撃が行われたはじめての戦闘の1つとなった。またオーストリア軍の脱走者で構成されたユサール連隊が西ヨーロッパではじめて行った戦闘でもあった。